# Ivan Krpan
Ivan Krpan (* 28. Mai 1997 in Zagreb) ist ein kroatischer Pianist. 2017 gewann er den Ersten Preis beim nach Ferruccio Busoni benannten Klavierwettbewerb.

## Biografie und Musikkarriere
In eine Musikerfamilie hineingeboren, begann Ivan Krpan mit sechs Jahren, Klavier zu spielen. Er wurde von Renata Strojin Richter unterrichtet. 2019 besucht er die Musikakademie in Zagreb im fünften Jahr, in der Klasse von Ruben Dalibaltayan. Seit 2018 konzertiert er international, unter anderem im Kleinen Saal der Elbphilharmonie Hamburg.

### Alben
2018 nahm er ein Exklusiv-Album mit Werken von Frédéric Chopin und Robert Schumann bei dem Label IDAGIO (Eigenschreibweise) auf.

## Ehrungen und Preise (Auswahl)
Erste Preise:
- EPTA International Piano Competition in Brüssel
- 2014 International Piano Competition in Zagreb
- International Piano Competition in Enschede, Niederlande
- International Competition for Young Pianists in Ettlingen

Zweite Preise:
- Klavierwettbewerb des Internationalen Donaufestes Ulm

Dritte Preise:
- 10th Moscow International Frederick Chopin Competition for Young Pianists

Vierte Preise:
- International Zhuhai Mozart Competition in Zhuhai, China